# Rimouski-Neigette
Rimouski-Neigette (AFI: /ᴚimuskinɛ:ʒɛt/) es un municipio regional de condado (MRC) de la provincia de Quebec en Canadá. Está ubicado en la región administrativa de Bas-Saint-Laurent. El chef-lieu y municipio más poblado es Rimouski.

## Geografía

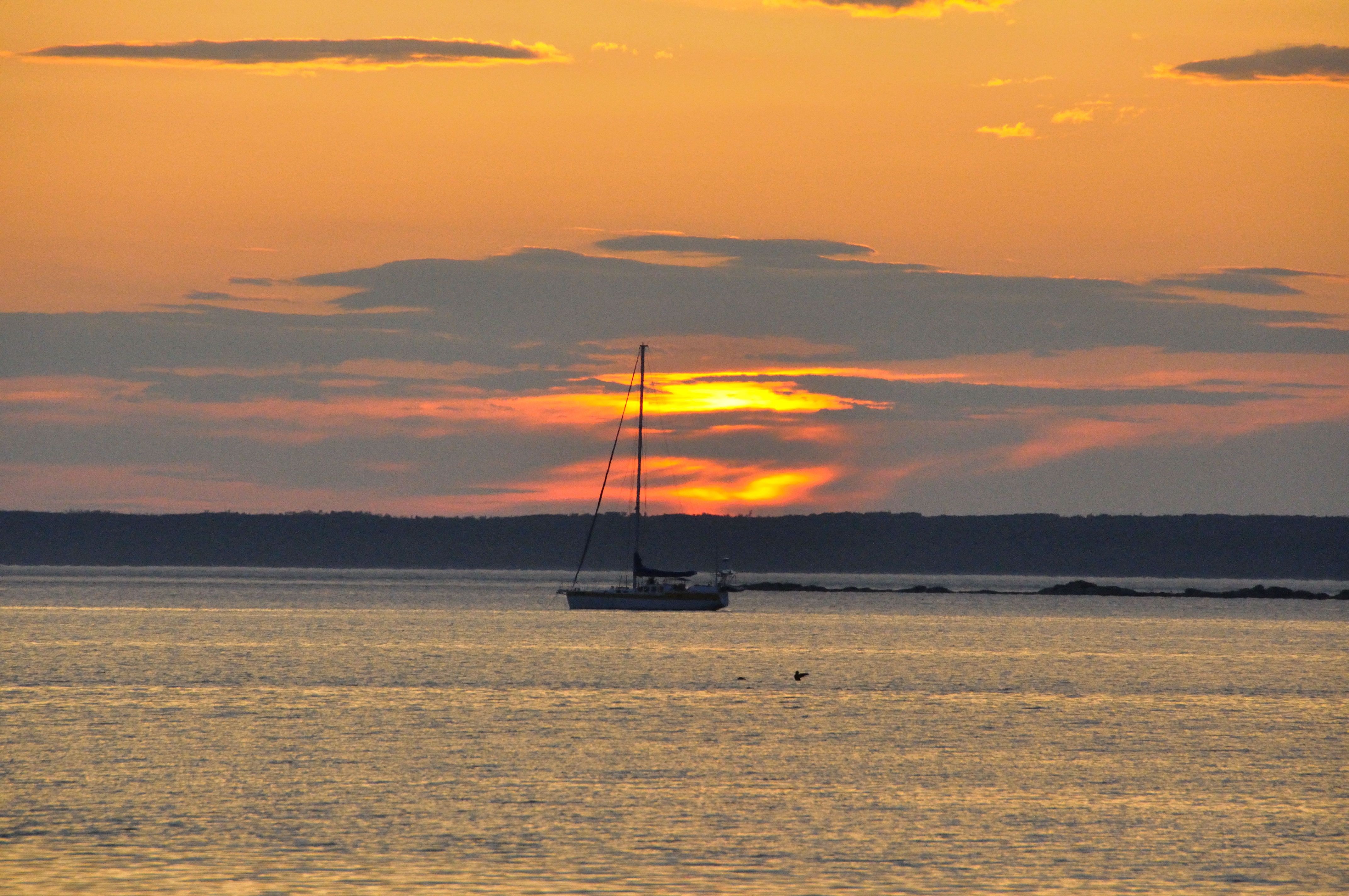
Bic

El MRC de Rimouski-Neigette se encuentra en la costa sur del estuario del San Lorenzo, 300 kilómetros al este de la ciudad de Quebec. Limita al este con el MRC de La Mitis, al sureste con el condado de Restigouche en la provincia vecina de Nuevo Brunswick, al sur con Témiscouata, al oeste con Les Basques y al norte con el estuario. En costa opuesta del estuario están ubicado el MRC de La Haute-Côte-Nord. La superficie total es de 3733 km², de los cuales 2692 km² son tierra firme y 1041 km² cubiertos por el agua. El territorio está incluso, por una pequeña parte, en la región natural del litoral del estuario con su amplia zona marítimo-terrestre, las terrazas y las islas. La mayor parte del territorio está ubicado en los montes Notre-Dame (Apalaches). El territorio cuenta con más de 200 lagos. El bosque se compone mayoritariamente de árboles resinosos.

## Urbanismo

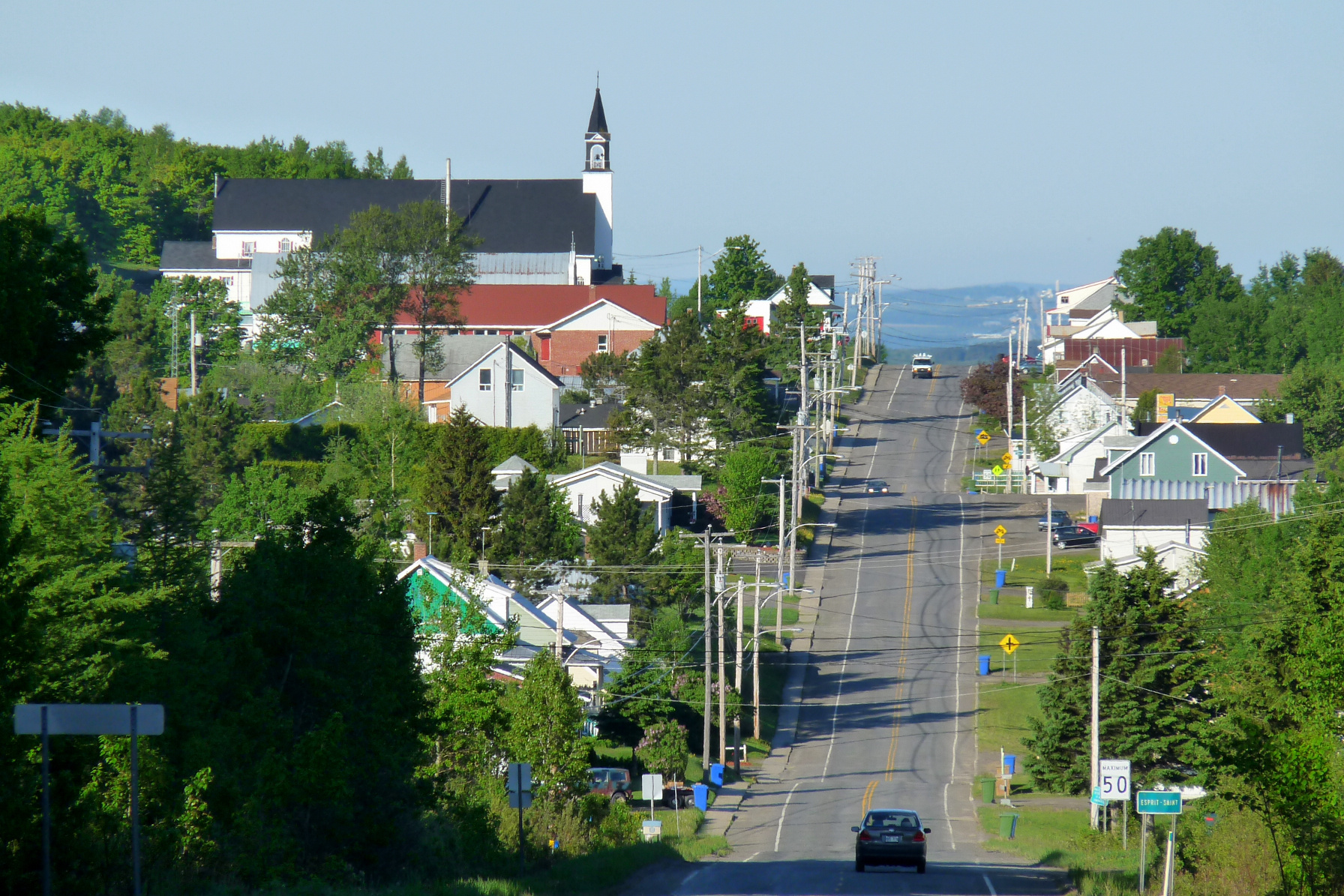
Esprit-Saint

Muchos espacios están destinados a la conservación o a la recreación, por ejemplo el parc nacional de Bic, el centro educativo forestal de Macpès, la reserva fáunica de Rimouski, la reserva fáunica Duchénier y la zec de Bas-Saint-Laurent. Un tercio de la superficie del MRC está situado en territorio no organizado. El bosque cubre 82 % de la superficie del MRC y la agricultura 12 % del territorio.
La ciudad de Rimouski concentra 85 % de la población del MRC. Es la capital regional del Este de Quebec, con servicios educativos, científicos, hospitalarios y administrativos de alto rango. La área metropolitana de Rimouski comprende los municipios de Rimouski, Saint-Anaclet-de-Lessard y Saint-Narcisse-de-Rimouski.
|        | Clase              | Orientación | Odónimo                                                                                        | De                         | A           | Municipios del MRC                                                       |
| A 20   | Autopista          | EO          | Autoroute Jean-Lesage                                                                          | Rivière-Beaudette          | Mont-Joli   | Saint-Fabien, Rimouski                                                   |
| QC 132 | Carretera nacional | EO          | Boulevard Saint-Germain                                                                        | Dundee                     | Gaspé       | Saint-Fabien, Rimouski                                                   |
| QC 232 | Carretera regional | EO          | Rue Principale, Route Taché, Route des Pionniers, Chemin Sainte-Odile, Boulevard de la Rivière | Rivière-Bleue              | Rimouski    | Esprit-Saint, La Trinité-des-Monts, Saint-Narcisse-de-Rimouski, Rimouski |
| QC 234 | Carretera regional | EO          | Rue Principale                                                                                 | Saint-Narcisse-de-Rimouski | Grand-Métis | Saint-Narcisse-de-Rimouski, Saint-Marcellin                              |

## Historia
El alejamiento de las grandes ciudades, la dureza de la clima y el potencial moderado de los recursos naturales han causado un desarrollo bastante lento de la región. El MRC de Rimouski-Neigette, recordando los nombres del antiguo señorío de Rimouski y del cantón de Neigette, fue instituido en 1982. Succedió al antiguo condado de Rimouski con una parte de su territorio, la otra parte estando inclusa en el MRC de Les Basques.

## Política
El prefecto actual (2015) es Francis St-Pierre, alcalde de Saint-Anaclet-de-Lessard.
El territorio del MRC forma parte de las circunscripciones electorales de Rimouski a nivel provincial y de Rimouski-Neigette—Témiscouata—Les Basques a nivel federal.

## Demografía
Según el censo de Canadá de 2011, el MRC de Rimouski-Neigette contaba con 55 095 habitantes. La densidad de población estaba de 20,3 hab./km². Entre 2006 y 2011 hubo un aumento de 1902 habitantes (3,6 %). En 2011, el número total de inmuebles particulares era de 27 127, de los cuales 24 830 estaban ocupados por residentes habituales, otros estando desocupados o siendo residencias secundarias. La población es urbana y francófona. La población del área metropolitana de Rimouski estaba de 50 912 habitantes en 2011.
Evolución de la población total, 1991-2015

## Economía

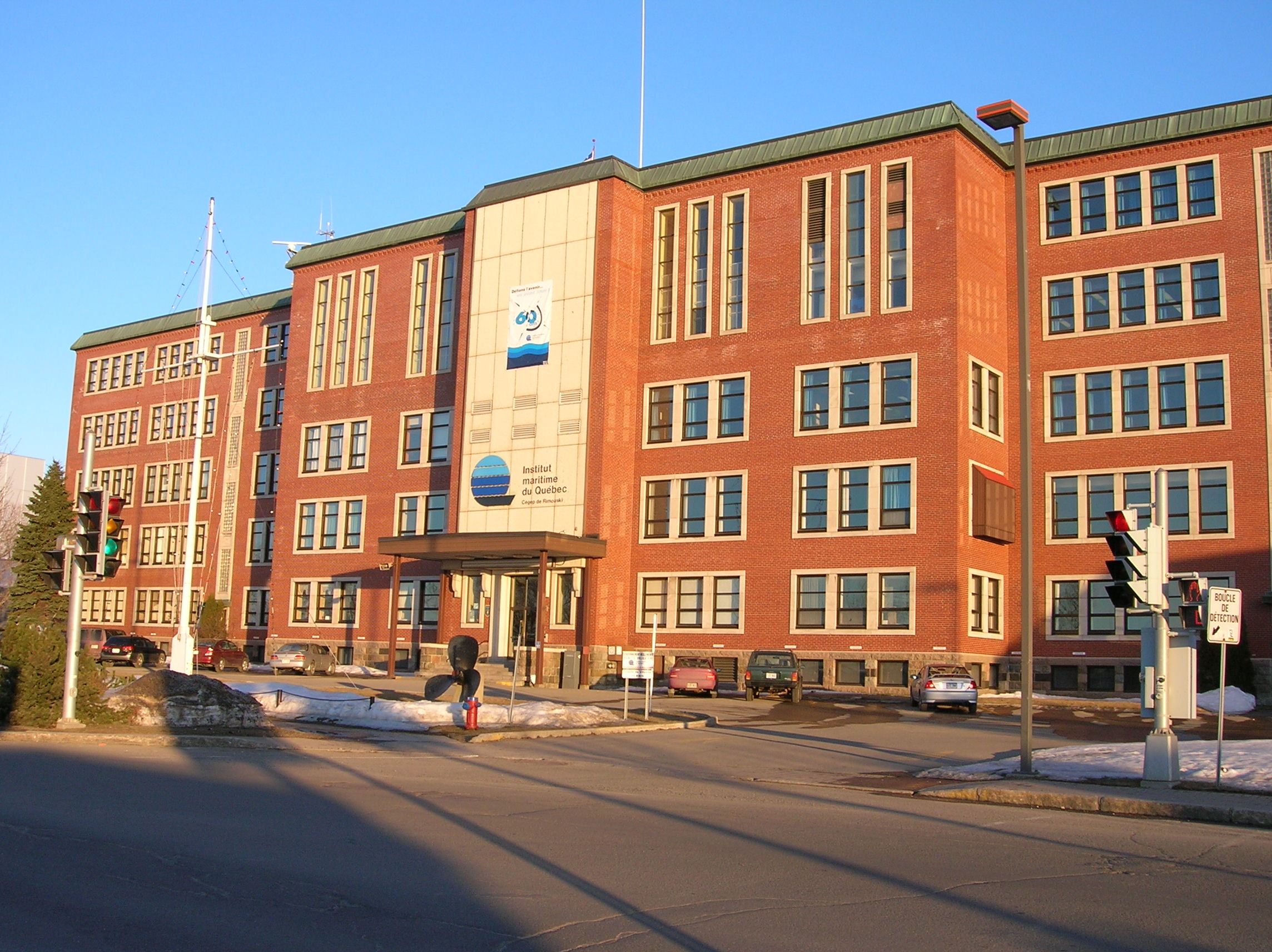
Institut maritime du Québec

Los servicios institucionales y las actividades relacionadas con el mar son los principales sectores económicos del MRC. La ganadería de vacas lecheras en la zona litoral y de bovinos y ovinos en el interior. Une parte de 92 % de las empresas de fabricación en el MRC son locales y sus sedes centrales en Rimouski-Neigette.

## Comunidades locales
Hay 9 municipios y 1 territorio no organizado en el MRC de Rimouski-Neigette.
| Código | Nombre                     | Tipo                     | Fecha de constitución | Superficie total (km²) | Superficie agua (km²) | Superficie tierra (km²) | Población 2015 | Gentilicio (en francés) | Densidad (hab./km²) | DT | NC |
| ------ | -------------------------- | ------------------------ | --------------------- | ---------------------- | --------------------- | ----------------------- | -------------- | ----------------------- | ------------------- | -- | -- |
| 10005  | Esprit-Saint               | Municipio                | 13.05.1972            | 170,58                 | 0,94                  | 169,64                  | 360            | Spiritois, e⁰           | 2,1                 | S  | 6  |
| 10010  | La Trinité-des-Monts       | Parroquia                | 01.01.1965            | 241,01                 | 1,50                  | 239,51                  | 246            | Trinitois, e*           | 1,0                 | S  | 6  |
| 10015  | Saint-Narcisse-de-Rimouski | Parroquia                | 13.02.1922            | 170,75                 | 8,62                  | 162,13                  | 1003           | Narcissois, e*          | 6,2                 | S  | 6  |
| 10025  | Saint-Marcellin            | Parroquia                | 19.11.1924            | 120,99                 | 4,30                  | 116,69                  | 358            | Marcellinois, e*        | 3,1                 | S  | 6  |
| 10030  | Saint-Anaclet-de-Lessard   | Parroquia                | 09.05.1859            | 129,27                 | 2,91                  | 126,36                  | 3124           | Anaclois, e*            | 24,7                | S  | 6  |
| 10043  | Rimouski                   | Ciudad                   | 01.01.2002            | 533,82                 | 195,35                | 338,47                  | 48 844         | Rimouskois, e*          | 144,3               | D  | 15 |
| 10060  | Saint-Valérien             | Parroquia                | 19.06.1885            | 147,84                 | 2,92                  | 144,92                  | 898            | Valérienois, e*         | 6,2                 | S  | 6  |
| 10070  | Saint-Fabien               | Parroquia                | 01.07.1855            | 125,11                 | 5,03                  | 120,08                  | 1901           | Fabiennois, e*          | 15,8                | D  | 6  |
| 10075  | Saint-Eugène-de-Ladrière   | Parroquia                | 01.01.1962            | 356,06                 | 28,54                 | 327,52                  | 424            | Eugénois, e*            | 1,3                 | S  | 6  |
| 10902  | Lac-Huron                  | Territorio no organizado | 01.01.1986            | 972,39                 | 25,08                 | 947,31                  | 5              | -                       | 0,0                 | …  | …  |
| 100    | Rimouski-Neigette          | MRC                      | 26.05.1982            | 2967,82                | 275,19                | 2692,63                 | 57 163         | .                       | 21,2                | …  | …  |

DT división territorial, D distritos, S sin división; * Oficial, ⁰ No oficial